# NGD-4715
NGD-4715 je lek koji deluje kao selektivni, nepeptidni antagonist melanin-koncentrirajućeg hormonskog receptora . U životinjskim studijama je pokazano da proizvodi anksiolitičke i antidepresivne efekte. Uspešno je prošao kroz fazu I kliničkih ispitivanja. Ovaj lek je razvila kompanija Neurogen.

## Literatura
1. ↑  Chaki S, Kanuma K. Neuropeptide receptors: Novel therapeutic targets for depression and anxiety disorders. Chaki, s.; Kanuma, k. (2007). „Neuropeptide receptors: Novel therapeutic targets for depression and anxiety disorders”. Drugs of the Future. 32 (9): 809. doi:10.1358/dof.2007.032.09.1131450..
2. ↑  „Neurogen Announces Results of First-in-Human Trial for New Approach to Treating Obesity. Business Wire. May 2 2007”.

## Spoljašnje veze
|  | Molimo Vas, obratite pažnju na važno upozorenje u vezi sa temama iz oblasti medicine (zdravlja). |